# Elecciones generales de Italia de 1987
Las elecciones generales se celebraron en Italia el 14 de junio de 1987 para elegir al Décimo Parlamento Republicano. Esta elección marcó la inversión final de la tendencia de toda la historia republicana de Italia: por primera vez, la distancia entre los demócratas cristianos y los comunistas creció significativamente en lugar de disminuir, y este hecho se vio como el resultado de la desindustrialización del país. El crecimiento del sector de servicios de la economía y el liderazgo del ex primer ministro Bettino Craxi dieron, en cambio, una nueva fuerza a los socialistas. Una novedad notable fue el surgimiento de las nuevas Listas Verdes, mientras que un nuevo partido obtuvo sus dos primeros escaños parlamentarios: la Liga Norte.

## Sistema electoral
La pura representación proporcional por listas se había convertido tradicionalmente en el sistema electoral de la Cámara de Diputados. Las provincias italianas se unieron en 32 distritos electorales, cada uno eligiendo un grupo de candidatos. A nivel de circunscripción, los escaños se dividieron entre listas abiertas utilizando el método del resto mayor con la cuota Imperiali. Los votos y escaños restantes se transfirieron a nivel nacional, donde se dividieron utilizando la cuota Hare, y se distribuyeron automáticamente a los mejores perdedores en las listas locales.
Para el Senado, se establecieron 237 circunscripciones de un solo escaño, incluso si la asamblea se había elevado a 315 miembros. Los candidatos necesitaban una victoria abrumadora de dos tercios de los votos para ser elegidos, un objetivo que solo podían alcanzar las minorías alemanas en Tirol del Sur. Todos los votos y escaños permanecieron agrupados en listas de partidos y distritos electorales regionales, donde se utilizó un método D'Hondt: dentro de las listas, se eligieron los candidatos con los mejores porcentajes.

## Contexto histórico
En la década de 1980, por primera vez desde 1945, dos gobiernos fueron liderados por Premiers no Demócratas Cristianos: el republicano Giovanni Spadolini y el socialista Bettino Craxi; la Democracia Cristiana se mantuvo como la principal fuerza de apoyo al gobierno.
Con el final de los Años de plomo, el Partido Comunista Italiano gradualmente incrementó sus votos bajo el liderazgo de Enrico Berlinguer. El Partido Socialista (PSI), liderado por Craxi, se volvió cada vez más crítico de los comunistas y de la Unión Soviética; El mismo Craxi presionó a favor del posicionamiento del presidente estadounidense Ronald Reagan de los misiles Pershing II en Italia, un movimiento que los comunistas impugnaron ardientemente.
En junio de 1984, Berlinguer, el carismático líder comunista, repentinamente abandonó el escenario durante un discurso en una reunión pública en Padua: sufrió una hemorragia cerebral y murió tres días después. Más de un millón de ciudadanos asistieron a su funeral, uno de los más importantes en la historia de Italia. Alessandro Natta fue designado como el nuevo secretario del partido. La emoción pública causada por la muerte de Berlinguer resultó en una fuerza extraordinaria para el Partido Comunista en las elecciones europeas de 1984: por primera vez en Europa occidental desde las elecciones francesas de 1956, y por primera vez en la historia italiana, un partido comunista recibió una pluralidad por un voto democrático.
En 1984, el gobierno de Craxi revisó los Pactos de Letrán de 1927 con la Santa Sede, que concluyó el papel del catolicismo como religión estatal de Italia.
Durante este período, Italia se convirtió en la quinta nación industrial más grande y ganó la entrada en el G7.

## Partidos y líderes
| Partido | Partido                                        | Ideología               | Líder             |
| ------- | ---------------------------------------------- | ----------------------- | ----------------- |
|         | Democracia Cristiana (DC)                      | Democracia cristiana    | Ciriaco De Mita   |
|         | Partido Comunista Italiano (PCI)               | Comunismo               | Alessandro Natta  |
|         | Partido Socialista Italiano (PSI)              | Socialdemocracia        | Bettino Craxi     |
|         | Movimiento Social Italiano (MSI)               | Neofascismo             | Giorgio Almirante |
|         | Partido Republicano Italiano (PRI)             | Socioliberalismo        | Giorgio La Malfa  |
|         | Partido Socialista Democrático Italiano (PSDI) | Socialdemocracia        | Franco Nicolazzi  |
|         | Partido Radical (PR)                           | Radicalismo             | Marco Pannella    |
|         | Federación de las Listas Verdes (FLV)          | Política verde          | Gianni Mattioli   |
|         | Partido Liberal Italiano (PLI)                 | Liberalismo conservador | Renato Altissimo  |
|         | Democracia Proletaria (DP)                     | Comunismo               | Mario Capanna     |

## Resultados

### Cámara de Diputados
|                                    |                                                |            |       |         |       |
| Partido                            | Partido                                        | Votos      | %     | Escaños | +/−   |
|                                    | Democracia Cristiana (DC)                      | 13.233.620 | 34,31 | 234     | +9    |
|                                    | Partido Comunista Italiano (PCI)               | 10.250.644 | 26,58 | 177     | −21   |
|                                    | Partido Socialista Italiano (PSI)              | 5.501.696  | 14,26 | 94      | +21   |
|                                    | Movimiento Social Italiano (MSI)               | 2.281.126  | 5,91  | 35      | −7    |
|                                    | Partido Republicano Italiano (PRI)             | 1.428.663  | 3,70  | 21      | −8    |
|                                    | Partido Socialista Democrático Italiano (PSDI) | 1.140.209  | 2,96  | 17      | −6    |
|                                    | Partido Radical (PR)                           | 987.720    | 2,56  | 13      | +2    |
|                                    | Federación de las Listas Verdes (FLV)          | 969.218    | 2,51  | 13      | Nuevo |
|                                    | Partido Liberal Italiano (PLI)                 | 809.946    | 2,10  | 11      | −5    |
|                                    | Democracia Proletaria (DP)                     | 641.901    | 1,66  | 8       | +1    |
|                                    | Liga Véneta–Pensionistas Unidos (LV–PU)        | 298.402    | 0,77  | 0       | ±0    |
|                                    | Partido Popular Sudtirolés (SVP)               | 202.022    | 0,52  | 3       | ±0    |
|                                    | Liga Lombarda (LL)                             | 186.255    | 0,48  | 1       | Nuevo |
|                                    | Partido Sardo de Acción (PSd'Az)               | 169.978    | 0,44  | 2       | +1    |
|                                    | Piamonte - Autonomía Regional                  | 72.064     | 0,19  | 0       | Nuevo |
|                                    | Piamonte                                       | 61.701     | 0,16  | 0       | Nuevo |
|                                    | Caza, Pesca, Ambiente (CPA)                    | 55.977     | 0,14  | 0       | Nuevo |
|                                    | Valle de Aosta (VdA)                           | 41.707     | 0,11  | 1       | ±0    |
|                                    | Otros                                          | 238.272    | 0,63  | 0       | ±0    |
| Votos válidos                      | Votos válidos                                  | 38.571.508 | 95,04 | –       | –     |
| Votos inválidos/en blanco          | Votos inválidos/en blanco                      | 2.015.065  | 4,96  | –       | –     |
| Total                              | Total                                          | 40.586.573 | 100   | 630     | ±0    |
| Votantes registrados/participación | Votantes registrados/participación             | 45.692.417 | 88,83 | –       | –     |
| Fuente: Ministerio del Interior    |                                                |            |       |         |       |

| \| Voto popular \| Voto popular \| Voto popular \| Voto popular \| Voto popular \| \| ------------ \| ------------ \| ------------ \| ------------ \| ------------ \| \| Partidos \| Partidos \| \| % \| % \| \| DC \| DC \| \| 34.31 % \| 34.31 % \| \| PCI \| PCI \| \| 26.58 % \| 26.58 % \| \| PSI \| PSI \| \| 14.26 % \| 14.26 % \| \| MSI \| MSI \| \| 5.91 % \| 5.91 % \| \| PRI \| PRI \| \| 3.70 % \| 3.70 % \| \| PSDI \| PSDI \| \| 2.96 % \| 2.96 % \| \| PR \| PR \| \| 2.56 % \| 2.56 % \| \| FLV \| FLV \| \| 2.51 % \| 2.51 % \| \| PLI \| PLI \| \| 2.10 % \| 2.10 % \| \| DP \| DP \| \| 1.66 % \| 1.66 % \| \| Otros \| Otros \| \| 3.44 % \| 3.44 % \| |          |  |         |         |
| Voto popular |          |  |         |         |
| Partidos | Partidos |  | %       | %       |
| DC | DC       |  | 34.31 % | 34.31 % |
| PCI | PCI      |  | 26.58 % | 26.58 % |
| PSI | PSI      |  | 14.26 % | 14.26 % |
| MSI | MSI      |  | 5.91 %  | 5.91 %  |
| PRI | PRI      |  | 3.70 %  | 3.70 %  |
| PSDI | PSDI     |  | 2.96 %  | 2.96 %  |
| PR | PR       |  | 2.56 %  | 2.56 %  |
| FLV | FLV      |  | 2.51 %  | 2.51 %  |
| PLI | PLI      |  | 2.10 %  | 2.10 %  |
| DP | DP       |  | 1.66 %  | 1.66 %  |
| Otros | Otros    |  | 3.44 %  | 3.44 %  |

| \| Escaños \| Escaños \| Escaños \| Escaños \| Escaños \| \| -------- \| -------- \| ------- \| ------- \| ------- \| \| Partidos \| Partidos \| \| % \| % \| \| DC \| DC \| \| 37.14 % \| 37.14 % \| \| PCI \| PCI \| \| 28.10 % \| 28.10 % \| \| PSI \| PSI \| \| 14.92 % \| 14.92 % \| \| MSI \| MSI \| \| 5.56 % \| 5.56 % \| \| PRI \| PRI \| \| 3.33 % \| 3.33 % \| \| PSDI \| PSDI \| \| 2.70 % \| 2.70 % \| \| PR \| PR \| \| 2.06 % \| 2.06 % \| \| FLV \| FLV \| \| 2.06 % \| 2.06 % \| \| PLI \| PLI \| \| 1.75 % \| 1.75 % \| \| DP \| DP \| \| 1.27 % \| 1.27 % \| \| Otros \| Otros \| \| 1.11 % \| 1.11 % \| |          |  |         |         |
| Escaños |          |  |         |         |
| Partidos | Partidos |  | %       | %       |
| DC | DC       |  | 37.14 % | 37.14 % |
| PCI | PCI      |  | 28.10 % | 28.10 % |
| PSI | PSI      |  | 14.92 % | 14.92 % |
| MSI | MSI      |  | 5.56 %  | 5.56 %  |
| PRI | PRI      |  | 3.33 %  | 3.33 %  |
| PSDI | PSDI     |  | 2.70 %  | 2.70 %  |
| PR | PR       |  | 2.06 %  | 2.06 %  |
| FLV | FLV      |  | 2.06 %  | 2.06 %  |
| PLI | PLI      |  | 1.75 %  | 1.75 %  |
| DP | DP       |  | 1.27 %  | 1.27 %  |
| Otros | Otros    |  | 1.11 %  | 1.11 %  |

### Senado de la República
|                                    |                                                |            |       |         |       |
| Partido                            | Partido                                        | Votos      | %     | Escaños | +/−   |
|                                    | Democracia Cristiana (DC)                      | 10.897.036 | 33,62 | 125     | +5    |
|                                    | Partido Comunista Italiano (PCI)               | 9.181.579  | 28,33 | 101     | −6    |
|                                    | Partido Socialista Italiano (PSI)              | 3.535.457  | 10,91 | 36      | −2    |
|                                    | Movimiento Social Italiano (MSI)               | 2.121.026  | 6,54  | 16      | −2    |
|                                    | Partido Republicano Italiano (PRI)             | 1.248.641  | 3,85  | 8       | −2    |
|                                    | PSI–PSDI–PR                                    | 962.215    | 2,97  | 9       | ±0    |
|                                    | Partido Socialista Democrático Italiano (PSDI) | 764.370    | 2,36  | 5       | −3    |
|                                    | Partido Liberal Italiano (PLI)                 | 700.330    | 2,16  | 3       | –3    |
|                                    | Federación de las Listas Verdes (FLV)          | 634.182    | 1,96  | 1       | Nuevo |
|                                    | Partido Radical (PR)                           | 572.461    | 1,77  | 3       | +2    |
|                                    | Democracia Proletaria (DP)                     | 493.667    | 1,52  | 1       | +1    |
|                                    | Liga Véneta–Pensionistas Unidos (LV–PU)        | 298.552    | 0,92  | 0       | −1    |
|                                    | Partido Popular Sudtirolés (SVP)               | 171.539    | 0,53  | 2       | −1    |
|                                    | Liga Lombarda (LL)                             | 137.276    | 0,42  | 1       | Nuevo |
|                                    | Partido Sardo de Acción (PSd'Az)               | 124.266    | 0,38  | 1       | ±0    |
|                                    | Alianza Secular-Socialista                     | 84.883     | 0,26  | 1       | Nuevo |
|                                    | Piamonte - Autonomía Regional                  | 60.742     | 0,19  | 0       | Nuevo |
|                                    | PSI–PSDI–PR–Verdes                             | 58.501     | 0,18  | 1       | ±0    |
|                                    | Alianza Popular de los Pensionistas            | 51.790     | 0,16  | 0       | Nuevo |
|                                    | Piamonte                                       | 51.340     | 0,16  | 0       | Nuevo |
|                                    | Alianza Democrática Molisea                    | 49.297     | 0,15  | 0       | Nuevo |
|                                    | Caza, Pesca, Ambiente (CPA)                    | 41.135     | 0,13  | 0       | Nuevo |
|                                    | Valle de Aosta                                 | 35.830     | 0,11  | 1       | ±0    |
|                                    | Otros                                          | 137.746    | 0,43  | 0       | ±0    |
| Votos válidos                      | Votos válidos                                  | 32.413.861 | 94,17 | –       | –     |
| Votos inválidos/en blanco          | Votos inválidos/en blanco                      | 2.007.369  | 5,83  | –       | –     |
| Total                              | Total                                          | 34.421.230 | 100   | 315     | ±0    |
| Votantes registrados/participación | Votantes registrados/participación             | 38.951.485 | 88,37 | –       | –     |
| Fuente: Ministerio del Interior    |                                                |            |       |         |       |

| \| Voto popular \| Voto popular \| Voto popular \| Voto popular \| Voto popular \| \| ------------ \| ------------ \| ------------ \| ------------ \| ------------ \| \| Partidos \| Partidos \| \| % \| % \| \| DC \| DC \| \| 33.62 % \| 33.62 % \| \| PCI \| PCI \| \| 28.33 % \| 28.33 % \| \| PSI \| PSI \| \| 10.91 % \| 10.91 % \| \| MSI \| MSI \| \| 6.54 % \| 6.54 % \| \| PRI \| PRI \| \| 3.85 % \| 3.85 % \| \| PSI–PSDI–PR \| PSI–PSDI–PR \| \| 2.97 % \| 2.97 % \| \| PSDI \| PSDI \| \| 2.36 % \| 2.36 % \| \| PLI \| PLI \| \| 2.16 % \| 2.16 % \| \| FLV \| FLV \| \| 1.96 % \| 1.96 % \| \| PR \| PR \| \| 1.77 % \| 1.77 % \| \| DP \| DP \| \| 1.52 % \| 1.52 % \| \| Otros \| Otros \| \| 3.62 % \| 3.62 % \| |             |  |         |         |
| Voto popular |             |  |         |         |
| Partidos | Partidos    |  | %       | %       |
| DC | DC          |  | 33.62 % | 33.62 % |
| PCI | PCI         |  | 28.33 % | 28.33 % |
| PSI | PSI         |  | 10.91 % | 10.91 % |
| MSI | MSI         |  | 6.54 %  | 6.54 %  |
| PRI | PRI         |  | 3.85 %  | 3.85 %  |
| PSI–PSDI–PR | PSI–PSDI–PR |  | 2.97 %  | 2.97 %  |
| PSDI | PSDI        |  | 2.36 %  | 2.36 %  |
| PLI | PLI         |  | 2.16 %  | 2.16 %  |
| FLV | FLV         |  | 1.96 %  | 1.96 %  |
| PR | PR          |  | 1.77 %  | 1.77 %  |
| DP | DP          |  | 1.52 %  | 1.52 %  |
| Otros | Otros       |  | 3.62 %  | 3.62 %  |

| \| Escaños \| Escaños \| Escaños \| Escaños \| Escaños \| \| ----------- \| ----------- \| ------- \| ------- \| ------- \| \| Partidos \| Partidos \| \| % \| % \| \| DC \| DC \| \| 39.68 % \| 39.68 % \| \| PCI \| PCI \| \| 32.06 % \| 32.06 % \| \| PSI \| PSI \| \| 11.43 % \| 11.43 % \| \| MSI \| MSI \| \| 5.08 % \| 5.08 % \| \| PSI–PSDI–PR \| PSI–PSDI–PR \| \| 2.86 % \| 2.86 % \| \| PRI \| PRI \| \| 2.54 % \| 2.54 % \| \| PSDI \| PSDI \| \| 1.59 % \| 1.59 % \| \| PLI \| PLI \| \| 0.95 % \| 0.95 % \| \| PR \| PR \| \| 0.95 % \| 0.95 % \| \| FLV \| FLV \| \| 0.32 % \| 0.32 % \| \| DP \| DP \| \| 0.32 % \| 0.32 % \| \| Otros \| Otros \| \| 2.22 % \| 2.22 % \| |             |  |         |         |
| Escaños |             |  |         |         |
| Partidos | Partidos    |  | %       | %       |
| DC | DC          |  | 39.68 % | 39.68 % |
| PCI | PCI         |  | 32.06 % | 32.06 % |
| PSI | PSI         |  | 11.43 % | 11.43 % |
| MSI | MSI         |  | 5.08 %  | 5.08 %  |
| PSI–PSDI–PR | PSI–PSDI–PR |  | 2.86 %  | 2.86 %  |
| PRI | PRI         |  | 2.54 %  | 2.54 %  |
| PSDI | PSDI        |  | 1.59 %  | 1.59 %  |
| PLI | PLI         |  | 0.95 %  | 0.95 %  |
| PR | PR          |  | 0.95 %  | 0.95 %  |
| FLV | FLV         |  | 0.32 %  | 0.32 %  |
| DP | DP          |  | 0.32 %  | 0.32 %  |
| Otros | Otros       |  | 2.22 %  | 2.22 %  |